# Arménské písmo
Arménské písmo (arménsky Հայոց գրեր – Hayoc' grer) bylo vytvořeno Mesropem Maštocem kolem roku 405, aby bylo možné napsat arménský překlad Bible. Původ písmen není zcela jistý, ale s největší pravděpodobností vycházel z abecedy řecké. Ačkoli oba dnešní dialekty arménštiny, západní i východní, používají stejnou abecedu, výslovnost některých písmen je odlišná.
Během let se změnilo nejen pořadí jednotlivých písmen, ale i jejich počet. Nejvíce nových písmen bylo přijato během středověku, a to kvůli tomu, aby se jimi mohly vyjádřit cizí hlásky. Znaky se používaly i na zápis arménských číslic. Arménským písmem píše, nebo psalo několik dalších jazyků (například kurdština během sovětské éry, nebo lomavrenština).
|    | Jméno       | malá písmena | VELKÁ PÍSMENA | Přepis | Číselná hodnota |
| -- | ----------- | ------------ | ------------- | ------ | --------------- |
| 1  | Ayb         | ա            | Ա             | a      | 1               |
| 2  | Ben         | բ            | Բ             | b      | 2               |
| 3  | Gim         | գ            | Գ             | g      | 3               |
| 4  | Da          | դ            | Դ             | d      | 4               |
| 5  | Yech`       | ե            | Ե             | e      | 5               |
| 6  | Za          | զ            | Զ             | z      | 6               |
| 7  | Eh          | է            | Է             | ē      | 7               |
| 8  | Öt`         | ը            | Ը             | ë      | 8               |
| 9  | T`o         | թ            | Թ             | t’     | 9               |
| 10 | Zhe         | ժ            | Ժ             | ž      | 10              |
| 11 | Ini         | ի            | Ի             | i      | 20              |
| 12 | Liun        | լ            | Լ             | l      | 30              |
| 13 | Xeh         | խ            | Խ             | x      | 40              |
| 14 | C'a         | ծ            | Ծ             | c      | 50              |
| 15 | Ken         | կ            | Կ             | k      | 60              |
| 16 | Ho          | հ            | Հ             | h      | 70              |
| 17 | Dz'a        | ձ            | Ձ             | j      | 80              |
| 18 | Ghat        | ղ            | Ղ             | ł      | 90              |
| 19 | Cheh        | ճ            | Ճ             | č      | 100             |
| 20 | Men         | մ            | Մ             | m      | 200             |
| 21 | Yi          | յ            | Յ             | y      | 300             |
| 22 | Nu          | ն            | Ն             | n      | 400             |
| 23 | Sha         | շ            | Շ             | š      | 500             |
| 24 | Vo          | ո            | Ո             | o      | 600             |
| 25 | Ch`a        | չ            | Չ             | č’     | 700             |
| 26 | Peh         | պ            | Պ             | p      | 800             |
| 27 | Jheh        | ջ            | Ջ             | ǰ      | 900             |
| 28 | Rra[zdroj?] | ռ            | Ռ             | ṙ      | 1000            |
| 29 | Seh         | ս            | Ս             | s      | 2000            |
| 30 | Vew         | վ            | Վ             | v      | 3000            |
| 31 | Tiun        | տ            | Տ             | t      | 4000            |
| 32 | Reh         | ր            | Ր             | r      | 5000            |
| 33 | C`o         | ց            | Ց             | c      | 6000            |
| 34 | Hiun        | ւ            | Ւ             | w      | 7000            |
| 35 | P`iur       | փ            | Փ             | p’     | 8000            |
| 36 | K`eh        | ք            | Ք             | k’     | 9000            |
| 37 | Oh          | օ            | Օ             | ō      | 10000           |
| 38 | Feh         | ֆ            | Ֆ             | f      | 20000           |

| Jméno                                                 | Znak |
| ----------------------------------------------------- | ---- |
| Malá ligatura Ech` Wiwn (slouží jako ampersand)       | և    |
| Modifikátor písmen                                    |      |
| Modifikátor písmena levý půlkruh                      | ՙ    |
| Apostrof = Arménský modifikátor písmena pravý půlkruh | ՚    |
| Modifikátor značka emfaze = Shesht                    | ՛    |
| Interpunkce                                           |      |
| Vykřičník = Bac`aganch`akan Nshan                     | ՜    |
| Čárka = Bowt`                                         | ՝    |
| Otazník = Harc`akan Nshan                             | ՞    |
| Zkratka = Patiw                                       | ՟    |
| Konec = Verjhaket                                     | ։    |
| Pomlčka = Ent`amnay                                   | ֊    |